# Diecezja Nongstoin
Diecezja Nongstoin – diecezja rzymskokatolicka w Indiach. Została utworzona w 2006 z terenu archidiecezji Shillong.

## Ordynariusze
- Victor Lyngdoh (2006-2016)
- Wilbert Marwein (od 2023)